# Wielki Szarysz
Wielki Szarysz (słow. Veľký Šariš) – miasto na Słowacji w kraju preszowskim, w powiecie Preszów; w 2011 roku liczyło ok. 5,3 tys. mieszkańców. Leży nad Torysą, 5 km. na pn.-wsch. od Preszowa.

## Opis
Pierwsza wzmianka o mieście pochodzi z 1217 roku. Miasto rozwijało się w cieniu Zamku Szaryskiego i wraz z jego upadkiem zaczęło tracić na znaczeniu. Zachował się tu jedynie wczesnogotycki kościół z XIII wieku. Miasteczko jest siedzibą wielkich zakładów agrochemicznych i młyna, a także słynnego browaru, usytuowanego na północnym skraju miejscowości. Zarówno na zamku jak i w Wielkim Szaryszu piwo warzyło się już w średniowieczu. W zapiskach cechowych pod rokiem 1506 można odnaleźć informację, iż piwowarstwo cieszyło się w Szaryszu specjalnymi przywilejami.
W XVI i XVII wieku aż 73 domostwa posiadały prawo do warzenia piwa, dopiero pożar z 1720 położył kres rozwojowi tak browarnictwa, jak i całego miasta. W 1782 r. zlikwidowano cechy, z czego skorzystało browarnictwo szaryskie. Założono wówczas nowoczesną spółkę i zakład piwowarski, który po początkowych sukcesach musiał ulec w walce z konkurencją z Koszyc. W 1967 roku reaktywowano zakłady piwowarskie, które obecnie należą do koncernu SABMiller.

## Przemysł

Słowacka reklama browaru

- Zakłady agrochemiczne Agrochema a.s., obecnie w likwidacji;
- Browar Šariš (Pivovar Šariš) - znany za sprawą produkcji piwa marki Smädný mních.

## Turystyka
Przez miasto biegną czerwone  znaki dalekobieżnego szlaku turystycznego Cesta hrdinov SNP na odcinku z Kysaku na Čergov w Górach Czerchowskich.